# Phalotris labiomaculatus
Phalotris labiomaculatus — вид отруйних змій родини полозових (Colubridae). Ендемік Бразилії.

## Поширення і екологія
Phalotris labiomaculatus мешкають в штатах Мараньян, Токантінс і Піауї на північному сході Бразилії. Вони живуть в саванах серрадо.